# Viesturs Meijers
Viesturs Meijers (* 5. Dezember 1967 in Limbaži; † 9. November 2024 in Limbaži) war ein lettischer Schachspieler.
Den Titel Internationaler Meister führte er seit 1993, 2004 erreichte er die Normen zum Schachgroßmeister. Meijers gehörte bei den Schacholympiaden 2000, 2004, 2006, 2008 und 2010 sowie der Mannschaftseuropameisterschaft 2001 zur lettischen Mannschaft. 2000 errang er den ersten Platz bei den Lettischen Meisterschaften.
Vereinsschach spielte Meijers in Deutschland für den ESV Nickelhütte Aue (unter anderem in der Saison 2010/11 in der 1. Bundesliga), die schwedische Elitserien gewann er in der Saison 1998/99 mit dem Sollentuna SK, mit dem er 1999 auch am European Club Cup teilnahm.
Meijers lebte und arbeitete zeitweise in Deutschland, später in Cherson in der Ukraine. Er verstarb im November 2024 nach langer Krankheit. Er war mit der ukrainischen Großmeisterin Inna Gaponenko verheiratet.